# Lexington Challenger 2022
Der Lexington Challenger 2022 war ein Tennisturnier der ITF Women’s World Tennis Tour 2022 für Damen und ein Tennisturnier der ATP Challenger Tour 2022 für Herren in Lexington. Die Turniere fanden zeitgleich vom 1. bis 7. August 2022 statt.